# رودولف شنکر
رودولف شنکر (انگلیسی: Rudolf Schenker؛ زادهٔ ۳۱ اوت ۱۹۴۸) یک موسیقی‌دان اهل آلمان است. وی از سال ۱۹۶۴ میلادی تاکنون مشغول فعالیت بوده‌است. 